# 凯赖斯泰什·拉约什
凯赖斯泰什·拉约什（匈牙利語：Keresztes Lajos，1900年4月30日—1978年8月9日），匈牙利男子摔跤运动员。他曾代表匈牙利参加1924年和1928年夏季奥林匹克运动会摔跤比赛，共获得一枚金牌和一枚银牌。